# Гансрюді Фюрер
Гансрюді Фюрер (нім. Hansruedi Führer, нар. 24 грудня 1937, Берн) — швейцарський футболіст, що грав на позиції захисника.
Виступав, зокрема, за клуби «Янг Бойз» та «Грассгоппер», а також національну збірну Швейцарії.

## Клубна кар'єра
У дорослому футболі дебютував 1958 року виступами за команду «Янг Бойз» з рідного міста Берн, в якій провів сім сезонів і 1960 року став з командою чемпіоном Швейцарії.
1966 року перейшов до «Грассгоппера», відігравши за команду з Цюриха наступні три сезони своєї ігрової кар'єри, а завершив ігрову кар'єру у команді «Санкт-Галлен», за яку виступав протягом сезону 1969/70 років, при цьому з березня по липень 1970 року він був граючим тренером команди після звільнення тренера Альберта Зінга.

## Виступи за збірну
26 травня 1965 року дебютував в офіційних іграх у складі національної збірної Швейцарії в товариському матчі проти ФРН (0:1) у Базелі. 
У складі збірної був учасником чемпіонату світу 1966 року в Англії. На турнірі він зіграв у всіх трьох матчах — проти ФРН (0:5), Іспанії (1:2) та Аргентини (0:2), але команда усі їх програла і посіла останнє місце у групі.
Загалом протягом кар'єри у національній команді, яка тривала 5 років, провів у її формі 19 матчів.

## Титули і досягнення
- Чемпіон Швейцарії (2):

«Янг Бойз»: 1959/60